# Mitodon suteri
Mitodon suteri är en snäckart som först beskrevs av R. Murdoch och Harold John Finlay 1923.  Mitodon suteri ingår i släktet Mitodon och familjen Charopidae. Inga underarter finns listade i Catalogue of Life.